# Bacliff
Bacliff – jednostka osadnicza w Stanach Zjednoczonych, w stanie Teksas, w hrabstwie Galveston.